# Championnat de France féminin de volley-ball 1980-1981
Navigation
Saison précédente Saison suivante
| \| Clamart Lyon Montpellier Paris UC Champigny-sur-Marne Grenoble Nancy Tourcoing \| Localisation des clubs engagés dans le championnat. |
| Clamart Lyon Montpellier Paris UC Champigny-sur-Marne Grenoble Nancy Tourcoing                                                           |

Le Championnat de France de volley-ball féminin, Nationale 1 1980-1981, a opposé les huit meilleures équipes françaises de volley-ball plus une équipe hors championnat, les Espoirs de France (rassemblées en vue du championnat d'Europe junior 1982.

## Listes des équipes en compétition
| CSM Clamart                      | Hors championnat  |
| Red Star Club de Champigny       | Espoirs de France |
| Association sportive de Grenoble |                   |
| ASU Lyon                         |                   |
| ASPTT Montpellier                |                   |
| SLUC Nancy                       |                   |
| Paris UC                         |                   |
| Tourcoing Sports                 |                   |

## Formule des compétitions
- Championnat de France
  - Phase régulière, les huit équipes se rencontrent en match aller/retour.
  - Les deux derniers du classement sont rétrogradés en Nationale 2
- Challenge de France
  - Le classement tient compte des résultats des Espoirs de France

## Classement final
| #     | Équipe            |
| 1     | CSM Clamart       |
| 2     | Paris UC          |
| 3     | Tourcoing Sports  |
| 4     | Lyon (T)          |
| 5     | ASPTT Montpellier |
| (6)   | Espoirs de France |
| 6 (7) | SLUC Nancy        |
| 7 (8) | AS Grenoble       |
| 8 (9) | RSC Champigny     |

|     | Rétrogradation en Nationale 2 |
| (T) | Tenant du titre 1980          |

## Bilan de la saison
| Tableau d'Honneur |           |
| Compétition       | Vainqueur |
| Nationale 1       | Clamart   |

| Qualifications européennes 1981-1982 |                  |
| Compétition                          | Qualifiés        |
| Coupe d'Europe des Clubs Champions   | Clamart          |
| Coupe des vainqueurs de Coupes       | Paris UC         |
| Coupe de la CEV                      | Tourcoing Sports |

| Promotions et relégations |                           |
| Relégués en Nationale 2   | AS Grenoble RSC Champigny |
| Promu de Nationale 2      | CASG Paris GSA Hyères     |